# Bill Hughes (trombonist)
William Henry 'Bill' Hughes (Dallas, 28 maart 1930 – Castleton Corners, 14 januari 2018) was een Amerikaanse jazztrombonist en bigbandleider. Het grootste deel van zijn loopbaan was hij verbonden aan het Count Basie Orchestra, hij leidde de band tot september 2010.

## Biografie
Bill Hughes verhuisde op zijn negende naar Washington D.C.. Zijn vader speelde trombone in de marching band van Elks Club en Bill ging dat instrument ook spelen, zo rond zijn twaalfde. Toen hij zestien was trad hij al op in jazzclubs in de stad, in 7T Club speelde hij met saxofonist en fluitist Frank Wess. Met hem studeerde hij aan Howard University (Hughes studeerde farmacie),  daar speelden ze in de Howard Swingmasters, naast onder meer contrabassist Eddie Jones. In 1952 studeerde hij af en ging hij werken bij de National Institutes of Health.
In 1953 werd hij op voorspraak van Wess door Count Basie uitgenodigd in zijn band te spelen. Hughes, die ook de mogelijkheid had bij Duke Ellington te werken, besloot zich bij Basies orkest aan te sluiten, waar hij verschillende bandleden kende, naast Wess ook Eddie Jones en Benny Powell. Hij speelde er tot september 1957, hij nam toen de beslissing zich op zijn gezin te richten. Hij ging werken bij de United States Postal Service en speelde trombone in Howard Theater en in kleine groepen in Washington. Hij keerde bij Basie terug in juli 1963 en stapte daar later over van de tenor- naar de bastrombone. Na Basies overlijden bleef hij spelen in het orkest, nu onder leiding van Frank Foster. In 2003 nam hij de leiding van de band over van de overleden Grover Mitchell. In 2010 stopte hij daarmee, om meer tijd door te brengen met zijn vrouw. Hughes woonde de laatste jaren van zijn leven in het (New Yorkse stadsdeel Staten Island.

### Discografie
met Count Basie Orchestra
- Dance Session Album #2 (Clef, 1954)
- Basie (Clef, 1954)
- Count Basie Swings, Joe Williams Sings (Clef, 1955) met Joe Williams
- April in Paris (Verve, 1956)
- The Greatest!! Count Basie Plays, Joe Williams Sings Standards met Joe Williams
- Metronome All-Stars 1956 (Clef, 1956) met Ella Fitzgerald en Joe Williams
- Hall of Fame (Verve, 1956 [1959])
- One O'Clock Jump (Verve, 1957) met Joe Williams en Ella Fitzgerald
- Count Basie at Newport (Verve, 1957)
- Everyday I Have the Blues (Roulette, 1959) met Joe Williams
- The Count Basie Story (Roulette, 1960)
- Pop Goes the Basie (Reprise, 1965)
- Basie Meets Bond (United Artists, 1966)
- Live at the Sands (Before Frank) (Reprise, 1966 [1998])
- Sinatra at the Sands (Reprise, 1966) met Frank Sinatra
- Basie's Beatle Bag (Verve, 1966)
- Broadway Basie's...Way (Command, 1966)
- Hollywood...Basie's Way (Command, 1967)
- Basie's Beat (Verve, 1967)
- Basie's in the Bag (Brunswick, 1967)
- The Happiest Millionaire (Coliseum, 1967)
- Half a Sixpence (Dot, 1967)
- The Board of Directors (Dot, 1967) met The Mills Brothers
- Manufacturers of Soul (Brunswick, 1968) met Jackie Wilson
- The Board of Directors Annual Report (Dot, 1968) met The Mills Brothers
- Basie Straight Ahead (Dot, 1968)
- How About This (Paramount, 1968) met Kay Starr
- Standing Ovation (Dot, 1969)
- Basic Basie (MPS, 1969)
- Basie on the Beatles (Happy Tiger, 1969)
- High Voltage (MPS, 1970)
- Send in the Clowns (Pablo, 1981) met Sarah Vaughan
- Me and You (Pablo, 1983)

met Al Grey
- Shades of Grey (Tangerine, 1965)